# Tatiana Maslany
Tatiana Maslany (Regina, 22 september 1985) is een Canadese actrice. 
In 2016 won Maslany een Emmy Award in de categorie 'beste actrice in een dramaserie' voor het vertolken van meerdere personages in de science-/dramaserie Orphan Black. In 2014 werd ze genomineerd voor een Golden Globe voor dezelfde rol, maar deze won ze niet. 
Verschillende prijzen werden haar eerder toegekend, waaronder een Gemini Award in 2009 (voor haar eenmalige gastrol als Penny in de politieserie Flashpoint) en de juryprijs voor grootste doorbraak van het Sundance Film Festival 2010 voor haar hoofdrol als Ruby Fry in de dramafilm Grown Up Movie Star. 
Maslany maakte in 1997 haar acteerdebuut in een aflevering van de anthologieserie Incredible Story Studios, waarin ze verschillende personages speelde. Haar eerste filmrol volgde in 2004, als het gestoorde meisje Ghost in de horrorfilm Ginger Snaps 2: Unleashed.

## Filmografie
*Exclusief 5+ televisiefilms
- Stronger (2017)
- Woman in Gold (2015)
- Cas & Dylan (2013)
- Blood Pressure (2012)
- Picture Day (2012)
- The Vow (2012)
- Violet & Daisy (2011)
- The Entitled (2011)
- In Redemption (2010)
- Toiretto (2010)
- Hardwired (2009)
- Grown Up Movie Star (2009)
- Defendor (2009)
- Flash of Genius (2008)
- Late Fragment (2007)
- Diary of the Dead (2007)
- Eastern Promises (2007)
- The Messengers (2007)
- Ginger Snaps 2: Unleashed (2004)

## Televisieseries
*Exclusief eenmalige optredens
- She-Hulk: Attorney at Law - Jennifer Walters / She-Hulk (2022, negen afleveringen)
- Orphan Black - Cosima Niehaus, Elizabeth Childs, Sarah Manning, Alison Hendrix, Helena, Rachel Duncan, Tony Sawicki, Jennifer Fitzsimmons, Veera Suominen, Katja Obinger, Pupok (schorpioen, stem), Krystal Goderich (2013-2017, vijftig afleveringen)
- Captain Canuck - stem Redcoat (2013-2014, vier afleveringen)
- Parks and Recreation - Nadia (2013, twee afleveringen)
- World Without End - Sister Meir (2012, zeven afleveringen)
- Being Erica - Sarah Wexler (2009-2011, vier afleveringen)
- The Nativity - Mary (2010, vier afleveringen - miniserie)
- Heartland - Kit Bailey (2008-2010, vijftien afleveringen)
- Would Be Kings - Reese (2008, twee afleveringen)
- Instant Star - Zeppelin Dyer (2008, acht afleveringen)
- Renegadepress.com - Melaine (2004, vier afleveringen)
- 2030 CE - Rome Greyson (2002-2003, zes afleveringen)

- Bibsys: 1492758310068
- Biblioteca Nacional de España: XX5743835
- Bibliothèque nationale de France: cb17775810h (data)
- Gemeinsame Normdatei: 106110771X
- International Standard Name Identifier: 0000 0000 7342 2459
- Library of Congress Control Number: no2009194794
- MusicBrainz: 3228c0b8-9c9d-44be-876d-338d3667ee2e
- Nationale Bibliotheek van Tsjechië: xx0228856
- Nationale Bibliotheek van Israël: 987007344972605171
- Nederlandse Thesaurus van Auteursnamen: 371402328
- Système universitaire de documentation: 166804959
- Virtual International Authority File: 103541908
- WorldCat: E39PBJymrk6BddQKhWG9Hw7yh3